# Sulo
Die Sulo-Gruppe (vormals Plastic Omnium Environment) mit Doppelsitz in Colombes bei Paris und Herford ist ein in der Umwelttechnik tätiges Unternehmen. Eigentümer der Sulo-Gruppe sind seit Januar 2019 die Finanzinvestoren „Latour Capital“ und „Bpi France (Banque Public d’Investissement)“, die gemeinsam die Umweltaktivitäten des französischen Plastic-Omnium-Konzerns erworben hatten; im Rahmen des Eigentümerwechsels nahm die gesamte Sparte den Namen der deutschen in Herford ansässigen Tochter an, der sich aus den Namen der Gründer Streuber und Lohmann zusammensetzt. Die Gruppe ist vor allem durch die von ihr hergestellten Mülltonnen bekannt.

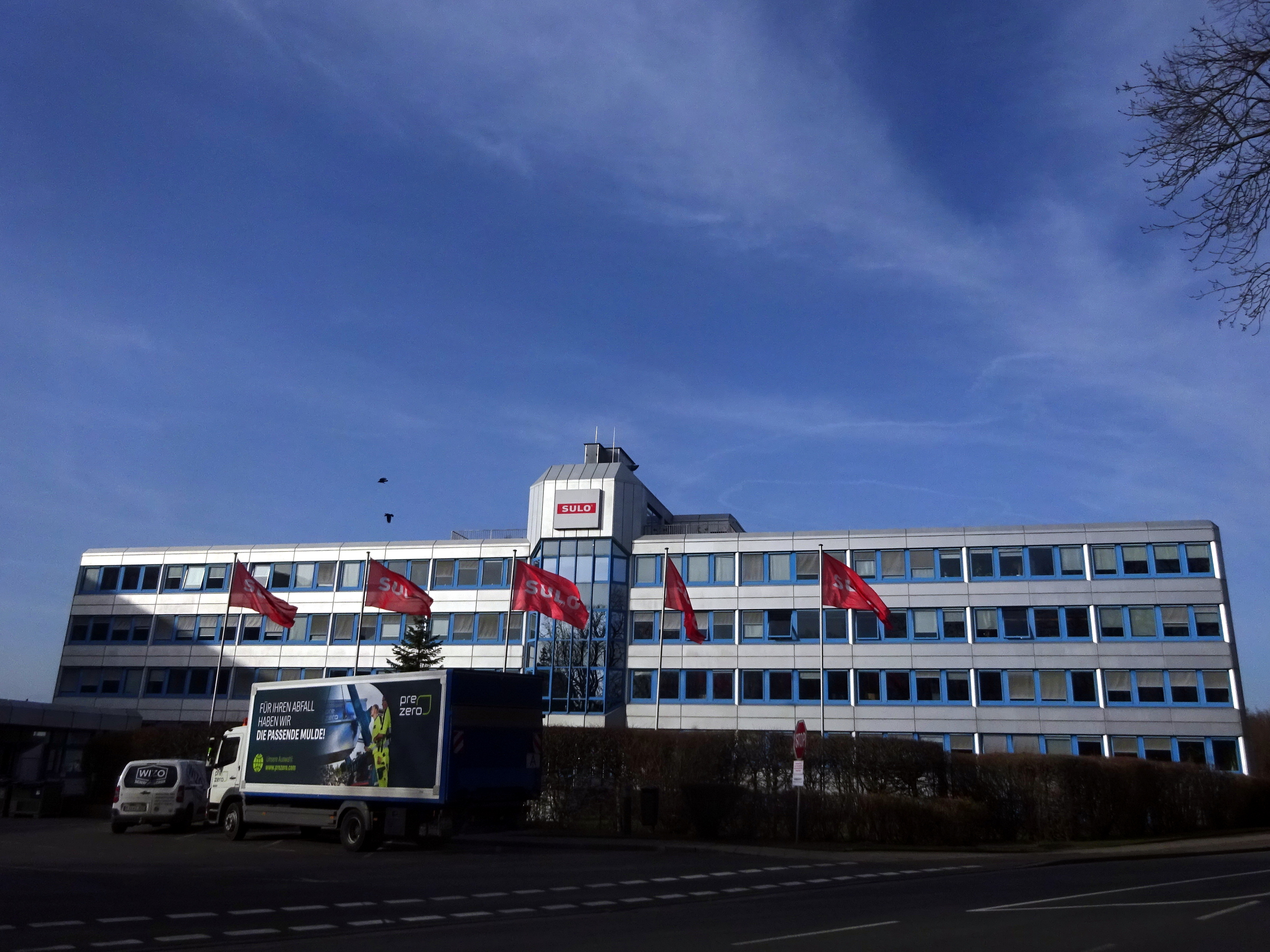
Sulo-Verwaltungsgebäude
Herford, Bünder Straße 85

## Hintergrund
Der französische börsennotierte Kunststoffverarbeiter Plastic Omnium, der seit 1972 als Hersteller von Kunststoffmüllbehältern tätig war, erwarb 2007 die Kunststoffverarbeitungsaktivitäten des deutschen Konkurrenten Sulo und integrierte sie in das eigene Umweltgeschäft unter der Dachmarke Plastic Omnium Environnement. In den Folgejahren verlegte sich der Schwerpunkt von Plastic Omnium zusehends auf seine Aktivitäten im Autozulieferbereich.
Im Januar 2019 verkaufte Plastic Omnium daher sein gesamtes Umweltgeschäft für 220 Millionen Euro an ein Konsortium aus „Latour Capital“ und „Bpi France (Banque Public d’Investissement)“; Latour Capital ist ein 2011 gegründeter Private-Equity-Investor, Bpi France ist eine öffentliche Investitions- und Förderbank.
Nach dem Verkauf nahm Plastic Omnium Environnement den Namen Sulo an.

## Geschichte Sulo Deutschland

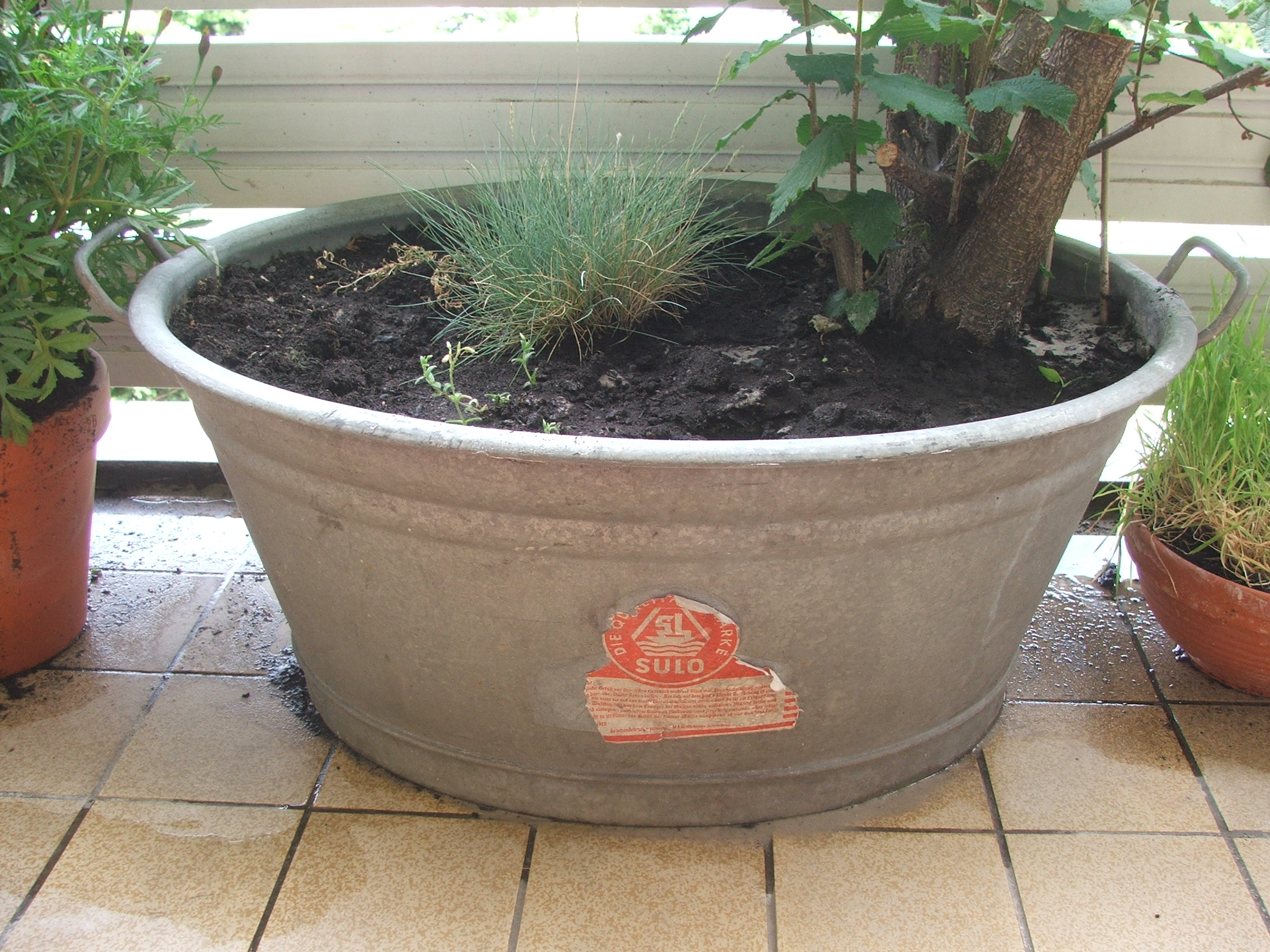
Wanne aus Zinkblech, ca. 1950

### Anfänge – Von Stahl zu Kunststoff
1892 wurde vom Schlossermeister Fritz Streuber in Werther (Westfalen) das Vorläuferunternehmen „Westfälische Metallwarenfabrik und Verzinkerei Rehwoldt und Streuber“ gegründet. Ab 1899 wurden Produkte aus verzinktem Stahl hergestellt. Das Unternehmen stellte Wannen, Gießkannen und Stalleinrichtungen her.
1928 zog das Unternehmen nach Herford und ab 1929 kamen Stahlemballagen hinzu, die bis heute am Standort Herford hergestellt werden. Zusammen mit seinem Partner Walter Lohmann hieß das Unternehmen nun SULO Eisenwerke GmbH & Co. KG. In Herford betrieb die Firma die beiden Werke an der Bünder Straße und an der Waltgeristraße, die bis 1966 Gleisanschlüsse der Herforder Kleinbahn hatten, so dass die Waren auch über die Schiene ausgeliefert werden konnten. Von 1966 bis 2002 hatte das Werk an der Bünder Straße einen Gleisanschluss der Deutschen Bahn.

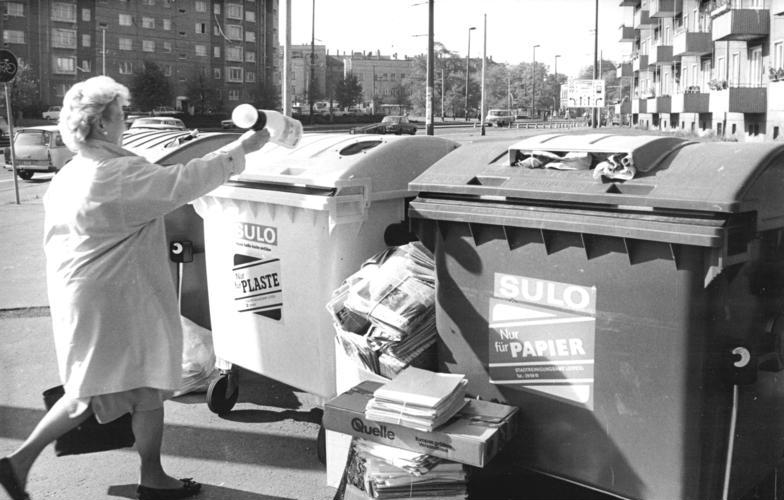
Sulo-Müllcontainer in Leipzig, Oktober 1990

Ab 1960 folgte die Herstellung von Kunststoffbehältern für Abfälle.
1972 entwickelte Sulo den ersten Müllgroßbehälter (MGB) und meldete das Patent dazu an. Dieser hatte seinerzeit ein Füllvolumen von 220 Litern, sah jedoch in seiner Form dem heutigen MGB mit 240 Litern zum Verwechseln ähnlich.

### Übernahmen - Entwicklung als Dienstleister, Verkauf und Aufspaltung
1963 übernahm Sulo das Unternehmen Jakob Altvater und entwickelte Dienstleistungen im Bereich der Entsorgungslogistik zusätzlich zu seinem Produktionsgeschäft.
1994 gründete Sulo Tochterunternehmen in Polen, Tschechien und der Ukraine, 1998 nahm es Geschäfte in Singapur auf.
2004 erwarben die Finanzinvestoren Blackstone Group und Apax Partners alle Anteile an der Unternehmensgruppe Sulo.
Im Oktober 2005 übernahm Sulo die deutschen Geschäfte von Cleanaway vom australischen Dienstleistungskonzern Brambles.
Im April 2007 verkauften Blackstone und Apax ihre Beteiligung an Sulo an den französischen Versorgungskonzern Veolia Environnement, der das Dienstleistungsgeschäft von Sulo eingliederte.
Im Oktober 2007 erwarb der französische Konzern Plastic Omnium von Veolia das verbleibende Produktionsgeschäft in Form der Sulo-Umwelttechnik, welches in die Plastic Omnium Environnement eingegliedert wurde. Seit 2018 halten mit Latour Capital und BPI France zwei Fondsgesellschaften die Mehrheit an SULO.

### Weitere Entwicklung
Im Januar 2019 firmiert Plastic Omnium Environnement in Sulo um, um so seine Ausgliederung aus dem Plastic Omnium-Konzern zu unterstreichen.
Im Januar 2020 übernahm die Sulo-Gruppe am 19. Dezember 2019 die schwedische San Sac Group; San Sac ist ein führender Anbieter von Produkten und Dienstleistungen für die Abfallsammlung und -trennung in Skandinavien und zählt zu den weltweit größten Herstellern von Müllverdichtern und Ballenpressen. Sie ist hauptsächlich in den skandinavischen Ländern und Frankreich aktiv.

## Sulo-Gruppe
Am Unternehmenssitz der Sulo-Gruppe in Herford waren Anfang 2019 etwa 400 Mitarbeiter beschäftigt. Dort befinden sich auch weiterhin große Teile der Zentralverwaltung und ein Großteil der Unternehmensleitung sowie das größte Mülltonnenwerk der Welt (mit 2 Millionen produzierten Mülltonnen im Jahr 2009).
Zur Sulo-Gruppe gehören die Geschäftsbereiche Sulo Umwelttechnik GmbH und Sulo Entsorgungstechnik GmbH, die beide Kunststoff-Müllbehälter herstellen und ihren Sitz in Herford haben. Außerdem gehören zur Sulo-Gruppe die Envicomp Systems (Soft- und Hardware-Lösungen für die Entsorgung) mit Sitz in Herford und die RMS Mechanical Systems GmbH mit Sitz in Stadtlohn im Münsterland sowie bis 31. Juli 2021 die Westfalia intralog (Speditions- und Logistik-Dienstleistungen) mit Sitz in Herford.

### Sulo Umwelttechnik
Bei der Sulo Umwelttechnik GmbH werden hauptsächlich Abfallbehälter wie Mülltonnen, Müllcontainer und Papierkörbe, vorwiegend aus Kunststoff, hergestellt.

### Sulo Entsorgungstechnik
Bei der Sulo Entsorgungstechnik GmbH erfolgt die Herstellung, der Verkauf und die Vermietung von Müllsammelbehältnissen aus Kunststoff samt damit in Verbindung stehender Serviceleistungen. Der Geschäftsbereich ist also ähnlich wie bei der Sulo Umwelttechnik GmbH.

### Sulo Metallsysteme
Seit 2011 gehörte die Plastic Omnium Systems GmbH (POS, ehemals RMS Mechanical Systems GmbH bzw. RMS Rotherm Maschinenbau GmbH) zur Sulo-Gruppe und somit zu Plastic Omnium. POS entwickelt und produziert in Stadtlohn im Münsterland unterirdischen und halbunterirdischen Containerlösungen zur Erfassung von Wertstoffen sowie von Straßenabfallbehältern und Depotcontainern für die Ausstattung von Wertstoffsammelstellen. Außerdem stellt POS Anbaugeräte für Gabelstapler, Hebebühnen und Equipment zur Lagertechnik her.
Nach dem Verkauf der Sulo-Gruppe im Januar 2019 wurde die Plastic Omnium Systems GmbH in Sulo Metallsysteme GmbH umbenannt.

### Sulo Digital

Logo der Envicomp Systems

Im Januar 2019 wurde die Envicomp Systemlogistik GmbH in Sulo Digital GmbH umbenannt. Unter diesem Namen werden Hardware-Ident- und Wiegesysteme für kommunale Fahrzeuge und RFID-Transponder zur Identifizierung von Behältern und zur Steuerung des Zugangs zu Wertstoffsammelstellen hergestellt. Außerdem werden Softwareanwendungen zur Verwaltung des Behälterbestands und zur Veranlagung von Entsorgungsgebühren, zur Verwaltung der Fahrzeugflotte und Verfolgung der Fahrzeuge in Echtzeit sowie zur Planung und Optimierung von Wertstoffsammeltouren angeboten.
Ende der 1980er Jahre führte Sulo das erste System zur Identifizierung von Behältern in Deutschland ein, wodurch die „intelligente Mülltonne“ geboren war. Anfang der 1990er Jahre erfolgte die Gründung der Envicomp aus den Fachabteilungen der Unternehmen Sulo (System PONTECH) und DASA (System IMES). Seit dem 1. Juli 2010 ist der Hauptsitz von Envicomp bzw. Sulo Digital in Herford angesiedelt.
Die Sulo Digital GmbH ist mit Standorten in Deutschland (Entwicklung in Herford und Senden (Bayern)) und in Frankreich (Nanterre und Lyon) vertreten. Die vertrieblichen Aktivitäten der Gesellschaft erfolgen durch die Vertriebsniederlassungen von Sulo.

## Ehemalige Sulo-Unternehmen

### WESTFALIA intralog

#### Unternehmen
WESTFALIA intralog ist sowohl interner Logistikdienstleister der Sulo Umwelttechnik und der Umweltsparte von Plastic Omnium als auch Logistikpartner externer Unternehmen. Die Firma zählt im Bereich der Wechselbrückenlogistik zu den größten Anbietern in Deutschland. Neben der klassischen Transportlogistik bewirtschaftet WESTFALIA intralog Fertigwarenläger ihrer Kunden. Dabei umfasst das Leistungsangebot das gesamte Warenmanagement, angefangen mit der Übernahme von Gütern nach der Produktfertigstellung, der Konfektionierung, Kommissionierung und dem Verpacken der Ware über das Ein- und Auslagern einschließlich Lagerbestandsführung bis hin zur just-in-time-Lieferung.

#### Standorte
Neben dem Hauptstandort an der Bünder Straße neben Sulo in Herford ist WESTFALIA intralog mit Niederlassungen in Essen, Lohr am Main, Tettau (Oberfranken) und Momignies (Belgien) vertreten. Insgesamt beschäftigte das Unternehmen 77 Mitarbeiter im Jahr 2021.

#### Geschichte
Am 2. Mai 1983 wurde die WESTFALIA Speditionsgesellschaft mbh aus der internen Versandabteilung der damaligen Sulo Eisenwerke GmbH & Co. KG gegründet. 1984 wurde mit der Akquisition von externen Kunden begonnen und ein Jumbo-Wechselbrücken-Fuhrpark aufgebaut. Die Akquisition des ersten Großkunden in der Automobil-Zulieferindustrie gelang 1995, daraufhin wurden Jumbo-Doppelstock-Wechselbrücken für die Kunden aus der Automobilindustrie entwickelt. Im Jahr 1997 wurde in Herford eine eigene Werkstatt für Reparaturen und Wartungen geschaffen.
2002 gab es den ersten Großauftrag aus dem Bereich der Kontraktlogistik in der Glasindustrie. Im selben Jahr wurden die Niederlassungen Tettau, Lohr und Essen gegründet. Zwei Jahre später wurde die Wechselbrücken-Flotte mit Telematiklösungen ausgestattet. 2005 wurden ein Großkunde aus der Chemieindustrie gewonnen und der Wechselbrücken-Fuhrpark auf 600 Einheiten erweitert. Wie der Mutterkonzern wurde 2007 auch WESTFALIA an Veolia und anschließend an Plastic Omnium verkauft.
Im Jahr 2010 wurde die Firma in WESTFALIA intralog umfirmiert. Der Wechselbrückenbestand wurde auf rund 1000 Einheiten aufgestockt. 2013 wurden die Seefracht-Aktivitäten ausgebaut.

#### Verkauf
Seit 1. August 2021 gehört WESTFALIA intralog zur L.I.T. Speditions GmbH, die die Firma von der Sulo Deutschland GmbH erworben hat. WESTFALIA intralog arbeitet auch weiterhin unter eigenem Namen und mit dem bisherigen Team als eigenständige Geschäftseinheit der L.I.T.-Gruppe. Die Zusammenarbeit mit Sulo bleibt im Rahmen eines mehrjährigen Vertrages bestehen.
L.I.T. mit Hauptsitz in Brake (Unterweser) wurde 1988 gegründet. Der Umsatz lag nach Unternehmensangaben 2020 bei 439 Millionen Euro. Die Fahrzeugflotte umfasst 1100 Lastwagen, 2000 Wechselbrücken und 700 Auflieger. Das Unternehmen ist an 66 Standorten in 14 Ländern vertreten und beschäftigt über 3000 Mitarbeiter.

### SL Packaging GmbH
Seit 1927 wurden bei SULO Fässer hergestellt und dieser Geschäftszweig 1997 in die SULO Emballagen Deutschland GmbH ausgegliedert. Seit 2014 hieß die Gesellschaft nur noch SULO Emballagen GmbH. Diese gehörte bis September 2016 zur SULO-Gruppe, bis sie an den niederländischen Investor Fields Group verkauft wurde und am 1. Oktober 2016 den Namen SL Packaging GmbH erhielt. Dabei wurde der nur noch selten benutzte Begriff Emballagen durch das international gebräuchlichere Wort Packaging ersetzt. Die Buchstaben S und L sollen dabei an die beiden SULO-Gründer Streuber und Lohmann erinnern.
Die Verwaltung der SL Packaging befindet sich neben dem Sulo-Gelände an der Bünder Straße im ehemaligen Poggenpohl-Gebäude. Produziert wird weiterhin in den Gebäuden, die zuvor der SULO Emballagen GmbH gehörten.
Bei der SL Packaging GmbH werden, wie zuvor bei der SULO Emballagen GmbH, Stahlfässer und Spezialverpackungen für die chemische und pharmazeutische Industrie sowie für Lebensmittel, Mineralöle und Gefahrgut hergestellt. Nachdem Ende August 2014 der 1995 von SULO übernommene Standort Neustadt an der Weinstraße geschlossen worden war, wurden anschließend jährlich zwei Millionen Stahlfässer von etwa 130 Mitarbeitern in Herford produziert. Im April 2016 wurde das Sulo-Gelände in Neustadt an eine Grundstücksgesellschaft verkauft, die dort Wohnungen bauen möchte.
Von 1967 bis 2004 wurden in einem Werk in Welkers, einem Ortsteil der osthessischen Gemeinde Eichenzell, geblasene Kunststoffverpackungen produziert.

## Sulo-Sitzmöbel
Während des 33. Hansetages der im Juni 2013 in Herford stattfand, wurden in der Stadt Sulo-Sitzmöbel aufgestellt, die der Herforder Designer Oliver Schübbe aus Teilen der originalen 1100-Liter-Müllcontainern hergestellt hat. Die verwendeten Tonnen-Teile fallen an, wenn an den Spritzgussmaschinen bei Sulo die Farben geändert werden. Sie haben produktionsbedingt leichte Farbfehler. Die Polsterung besteht aus recycelten Werbebannern, Lkw-Planen und gebrauchten Matratzen. Nachdem die Sitzmöbel bei der Bevölkerung sehr beliebt waren, werden sie seitdem bei besonderen Anlässen, wie zum Beispiel bei Stadtfesten, in der Innenstadt aufgestellt. Seitdem werden jährlich zehn Sitztonnen erstellt. In Einzelfällen werden sie auch Prominenten geschenkt.

## Weiteres zum Umfeld der Firma SULO

### 3D|CORE GmbH & Co KG
Unter Federführung von Fritz M. Streuber, einem Nachfahren des SULO-Firmengründers, wurde im Jahr 1999 die Firma ESC gegründet, die 2013 in 3D|CORE umbenannt wurde. Das Unternehmen stellt Schaumstoffe für den Schiffsbau und andere Anwendungsbereiche her.

### Fachwerkhaus der Familie Streuber

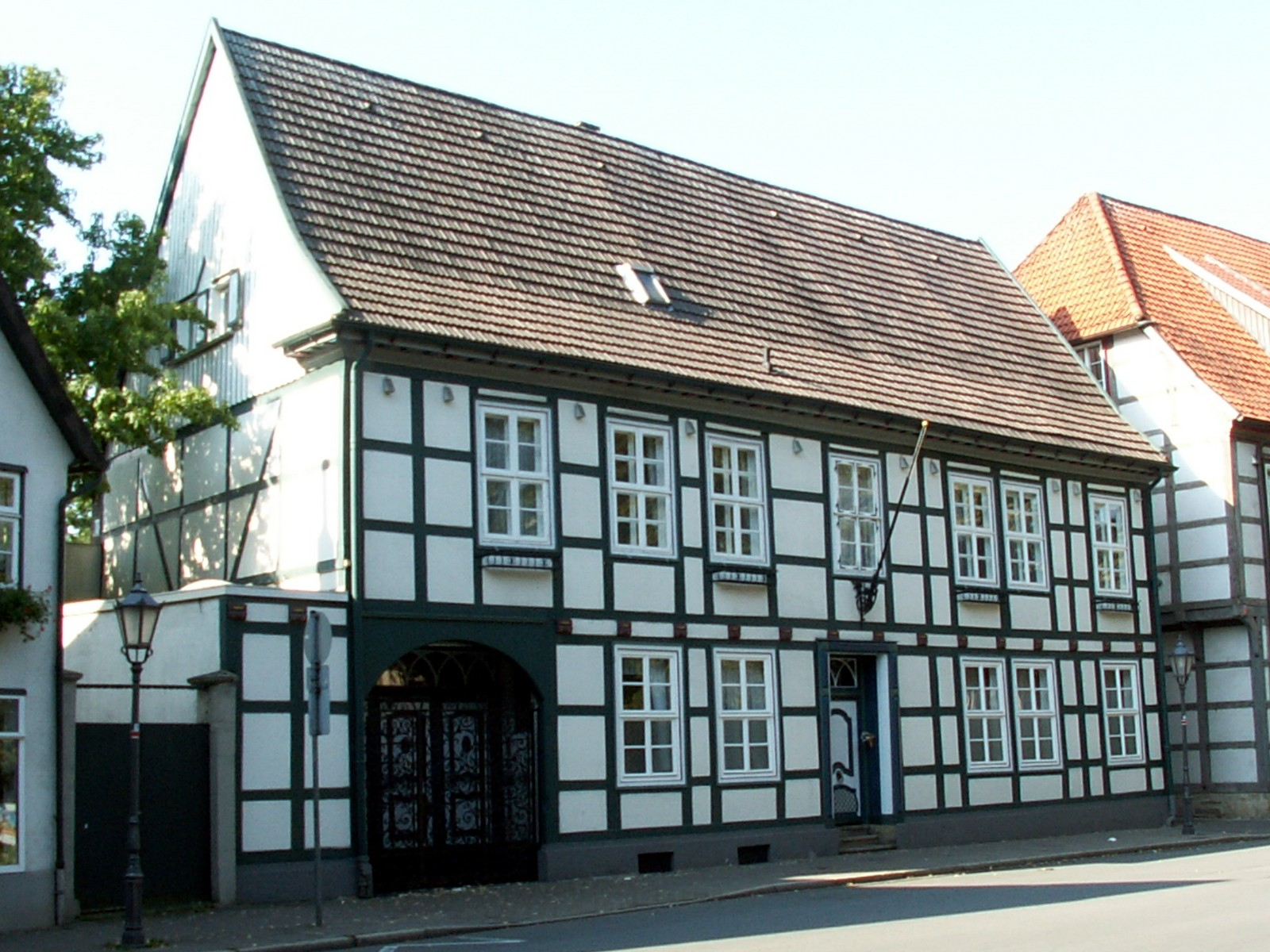
Haus der Familie Streuber in Herford, Elisabethstr. 11

Im Jahr 1897 kaufte Fritz Streuber das Fachwerkhaus an der Elisabethstraße 11. Es wurde in der zweiten Hälfte des 18. Jahrhunderts auf dem Gelände der Fürstabtei an Stelle eines älteren Hauses errichtet. Das Haus ist (Stand 2018) noch immer im Familienbesitz und wird von der Familie Streuber bewohnt. Es steht seit 1982 in der Liste der Baudenkmäler in Herford.

### Grace-und-Fritz-Steuber-Stiftung
Im Jahr 2008 gründete das Ehepaar Streuber die Grace-und-Fritz-Steuber-Stiftung, die sich für Restaurierung, Erhalt und Pflege der Villa Schönfeld in Herford einsetzt. In dem Gebäude befindet sich das städtische Museum, das 1975 den Namen Daniel-Pöppelmann-Haus erhielt.